# Флоридія
Флоридія (італ. Floridia, сиц. Ciuriddia) — муніципалітет в Італії, у регіоні Сицилія,  провінція Сиракуза.
Флоридія розташована на відстані близько 590 км на південний схід від Рима, 195 км на південний схід від Палермо, 12 км на захід від Сиракузи.
Населення — 22 891 особа (2014).
Щорічний фестиваль відбувається 8 грудня. Покровитель — Maria SS. Immacolata.

## Демографія
Населення за роками:

Станом на 1 січня 2023 року в муніципалітеті офіційно проживали 893 іноземці з 50 країн, серед них 471 громадянин країн Євросоюзу та 6 громадян України.

## Уродженці
- Гаетано Аутері (*1961) — відомий у минулому італійський футболіст, нападник, згодом — тренер.

## Сусідні муніципалітети
- Палаццоло-Акреїде
- Сиракуза
- Соларино